# Tiendaagse Veldtocht
De Tiendaagse Veldtocht van 2 tot 12 augustus 1831 was een veldtocht van koning Willem I der Nederlanden om de Belgische Opstand te onderdrukken. Hoewel die opzet slaagde, verkreeg België zijn soevereiniteit door de dreiging van Franse militaire steun.

## Voorgeschiedenis
De massale desertie van de Zuid-Nederlandse soldaten tijdens de opstand had koning Willem l verbijsterd en had tot demoralisatie bij het regeringsleger geleid, zodat het revolutionaire bewind snel zijn gezag over vrijwel het gehele zuiden van het koninkrijk kon vestigen. Toen er echter tussen de Hollanders en de Belgen onenigheid rees over de boedelscheiding, besloot koning Willem l nogmaals te proberen om met wapengeweld zijn gezag te herstellen. Hij hoopte daarbij op ruggensteun van Pruisen, Oostenrijk en Rusland, die echter zou uitblijven vanwege de Poolse Novemberopstand van 1830.
Vanwege het gemak waarmee zij in 1830 het regeringsleger hadden verdreven, waren de leiders van de Belgische opstandelingen overmoedig geworden, hielden geen rekening met een mogelijke serieuze tegenaanval en bouwden geen behoorlijke legermacht op.
Veel protestanten in het Noorden waren tevreden met de afscheiding van België omdat zo in hun nu kleinere vaderland de protestantse meerderheid gewaarborgd bleef; veel katholieken in het Noorden daarentegen betreurden deze afscheiding om diezelfde reden. Koning Willem l was echter onverzoenlijk. De publieke opinie in het Noorden beschouwde de nederlaag die het leger tijdens de opstand geleden had tegen de Belgische opstandelingen als een nationale schande, die gewroken moest worden. Het aantal vrijwilligers dat zich aanmeldde naar aanleiding van de oproep van koning Willem I om de wapens op te pakken viel echter tegen, waardoor hij zich genoodzaakt voelde om de gewestelijke en stedelijke schutterijen op te roepen voor actieve velddienst.
De benoeming van Leopold van Saksen-Coburg door het Nationaal Congres tot koning der Belgen was voor koning Willem reden om niet langer te wachten met militair ingrijpen. Hij wilde verhinderen dat de nieuwe monarch daadwerkelijk zijn macht zou vestigen.

## Plannen
Het oorspronkelijke doel van de veldtocht was een rechtstreekse aanval op Brussel. Van dit plan werd afgeweken naar aanleiding van een aantal inlichtingenrapporten die kolonel La Sarraz vanuit Aken verstuurde. La Sarraz beweerde dat er bij de bevolking in het Zuiden ontevredenheid heerste over de revolutionaire regering. Het nieuwe doel van de veldtocht was om de Belgische bevolking in staat stellen om door middel van een orangistische contrarevolutie de revolutionaire regering te verdrijven. Het plan voor de veldtocht zelf was het drijven van een wig tussen de twee Belgische legeronderdelen die op twee dagmarsen van elkaar gestationeerd waren: het Maasleger ten oosten van Hasselt onder leiding van luitenant-generaal Nicolas Joseph Daine, en het Scheldeleger in de buurt van Antwerpen onder leiding van luitenant-generaal  Michel-Balthasar de Tiecken de Terhove. De opzet van de veldtocht behelsde eerst het Maasleger op te rollen en daarna het Scheldeleger te verslaan.

## Veldtocht
| Legerbewegingen Tiendaagse Veldtocht | Legerbewegingen Tiendaagse Veldtocht | Legerbewegingen Tiendaagse Veldtocht | Legerbewegingen Tiendaagse Veldtocht | Legerbewegingen Tiendaagse Veldtocht | Legerbewegingen Tiendaagse Veldtocht | Legerbewegingen Tiendaagse Veldtocht | Legerbewegingen Tiendaagse Veldtocht |
| datum                                | 1e Divisie                           | 2e Divisie                           | 3e Divisie                           | Reserve Divisie                      | Maasleger                            | Scheldeleger                         | Armée du Nord                        |
| datum                                | Vlag van Nederland                   | Vlag van Nederland                   | Vlag van Nederland                   | Vlag van Nederland                   | Vlag van België                      | Vlag van België                      | Vlag van Frankrijk                   |
| datum                                | Josephus Jacobus van Geen            | Karel Bernhard van Saxen-Weimar      | Adriaan Frans Meijer                 | Gijsbertus Martinus Cort Heyligers   | Nicolas Joseph Daine                 | Michiel de Tiecken de Terhove        | Étienne Maurice Gérard               |
| ------------------------------------ | ------------------------------------ | ------------------------------------ | ------------------------------------ | ------------------------------------ | ------------------------------------ | ------------------------------------ | ------------------------------------ |
| 2-8                                  | Breda                                | Rijen                                | Eindhoven                            | St. Oedenrode                        | Zonhoven                             | Leuven                               |                                      |
| 3-8                                  | Vosselaar                            | Turnhout                             | Arendonk en Retie                    | Eindhoven                            |                                      |                                      |                                      |
| 4-8                                  | Turnhout                             | Geel                                 | Mol                                  | Bergeijk                             |                                      |                                      |                                      |
| 5-8                                  | Geel                                 | Diest                                | Beringen                             | Hechtel                              | Winterslag                           |                                      |                                      |
| 6-8                                  | Geel                                 | Diest                                | Beringen                             | Houthalen                            | Houthalen                            |                                      |                                      |
| 7-8                                  | Diest                                | Sint-Truiden                         | Kermt                                | Heusden                              | Hasselt → Kermt                      |                                      |                                      |
| 8-8                                  |                                      |                                      | Hasselt                              | Hasselt                              | Tongeren                             |                                      |                                      |
| 9-8                                  |                                      |                                      |                                      |                                      | → Luik (ontbonden)                   |                                      |                                      |
| 10-8                                 | Diest                                | Tienen                               | Sint-Truiden                         | Hasselt                              |                                      |                                      |                                      |
| 11-8                                 | Sint-Joris-Winge                     | Bossut en Hamme                      | Boutersem                            |                                      |                                      | Boutersem                            |                                      |
| 12-8                                 | Pellenberg                           | Nethen → IJzerenberg (Herent)        | voor Leuven                          |                                      |                                      | Leuven                               | Waver                                |
| 13-8                                 |                                      |                                      | Leuven                               |                                      |                                      |                                      |                                      |
| 14-8                                 | Diest                                | Tienen                               | 2 uur van Leuven                     |                                      |                                      |                                      |                                      |
| 16-8                                 |                                      |                                      | Sint-Truiden                         |                                      |                                      |                                      | Tienen                               |
| 17-8                                 | Geel                                 | Helchteren                           | Hasselt                              | Hasselt                              |                                      |                                      |                                      |
| 20-8                                 | Breda                                | Oirschot                             | Eindhoven                            | St. Oedenrode                        |                                      |                                      |                                      |

Het Noordelijke veldleger bestaande uit vier divisies was bij de aanvang van de veldtocht gekantonneerd van bewesten Breda tot voorbij de zogenaamde Acht Zaligheden, nabij Eindhoven. 
In de vroege ochtend van 2 augustus 1831 trok dit leger de Noord-Brabantse grens bij Poppel over. Het opende een breed front langs Baarle-Ravels. Vanuit Zeeuws-Vlaanderen en westelijk Noord-Brabant werden kleine acties uitgevoerd om de schijn op te houden dat Antwerpen het hoofddoel was. In het zuidoosten deed het garnizoen van Maastricht een uitval naar Tongeren en dwong daardoor het Maasleger in de buurt van Hasselt te blijven. Verschillende studentencompagnieën ondersteunden het leger. Bij de Belgen was de troepenconcentratie bij de grens niet onopgemerkt gebleven en verschillende wegen waren door hen onbegaanbaar gemaakt door het omkappen van bomen. Bij Nieuwkerk vonden de eerste gevechten plaats. Opperbevelhebber, de prins van Oranje, de latere koning Willem II, arriveerde die middag in de buurt van Poppel om de vrijwillige Utrechtse studenten een hart onder de riem te steken. Ondertussen werd Zondereigen 'bevrijd' onder leiding van generaal Van Geen en 400 Belgen werden naar Merksplas teruggedreven. In Poppel plunderde het leger voor circa 4500 gulden aan brood, wapens en geld.

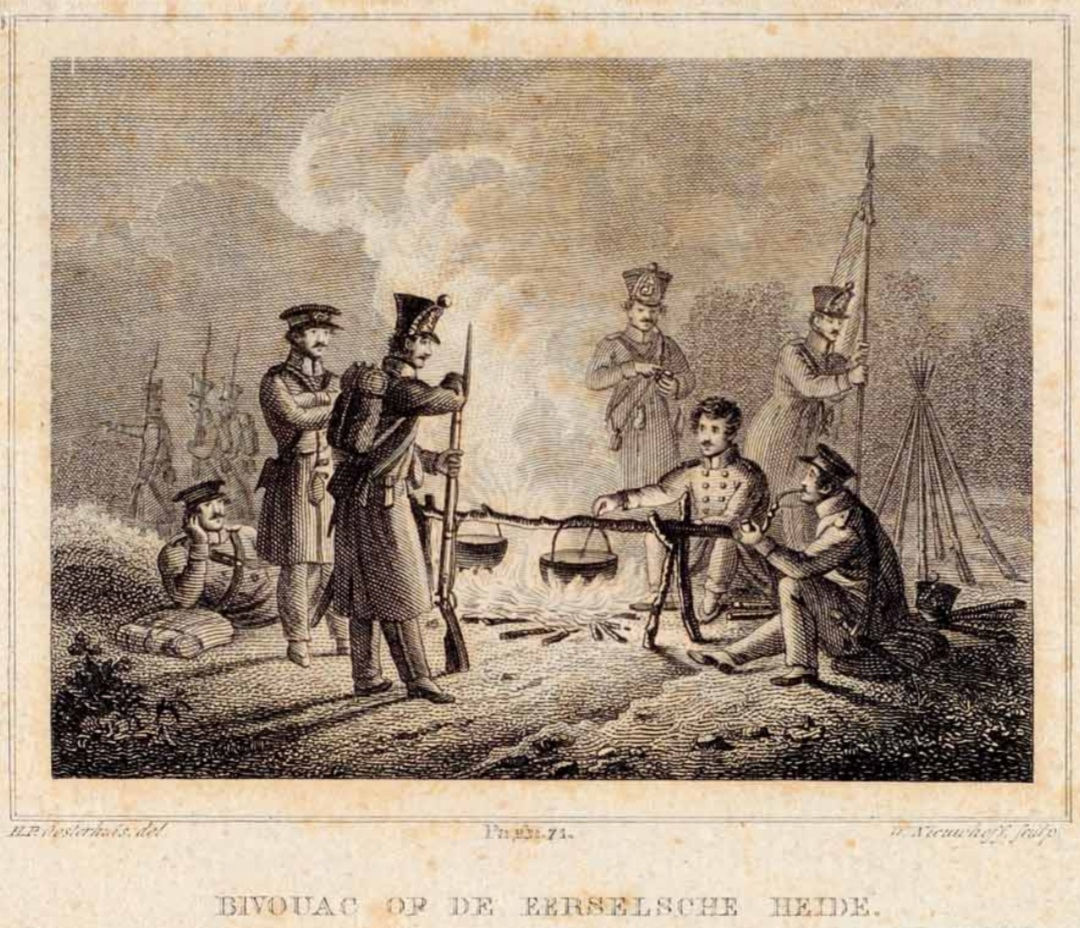
De Vrijwillige Jagers der Leijdsche Hoogeschool, die onderdeel waren van de 3e divisie, tijdens hun verblijf op de Eerselse Heide, op de grens tussen de Acht Zaligheden en de Zeven Heerlijkheden en verplaatsende richting Postel op 2 augustus 1831

In een proclamatie werd naar buiten gebracht dat de veldtocht geen wraak was tegen het verstoten van de Oranjes van de Belgische troon, nu deze enkele dagen eerder door koning Leopold was bestegen. Er zou slechts de Nederlandse eis worden onderstreept, die een eerlijkere scheiding voorstond.
In Ravels vocht men met name rondom de pastorie. Tot in Turnhout was het kanongebulder te horen en bewoners begonnen naar Antwerpen te vluchten. Er kwam geen versterking voor de Belgische troepen, maar desondanks werden er kleine overwinningen geboekt. Dit was niet van lange duur, want al snel werd het gehele dorp ingenomen. De Belgische legerdivisie met het Vrijwilligerskorps van het Scheldeleger onder leiding van generaal Charles Niellon trok zich allereerst terug in de omliggende bossen, maar de strijd werd daar hervat. Daarop trok men terug tot een moeras bij Schuurhoven, waar de Belgen grote vuren ontstaken. De Nederlanders maakten er maar hun rustplaats, terwijl de Belgen nog verder terrein verloren door naar Turnhout te vertrekken. Hoewel bij de Belgen slechts vier of vijf soldaten gesneuveld waren en twaalf gewonden waren gevallen en Ravels strategisch niet zeer belangrijk was, werd het door de Nederlanders als zeer belangrijk ervaren.

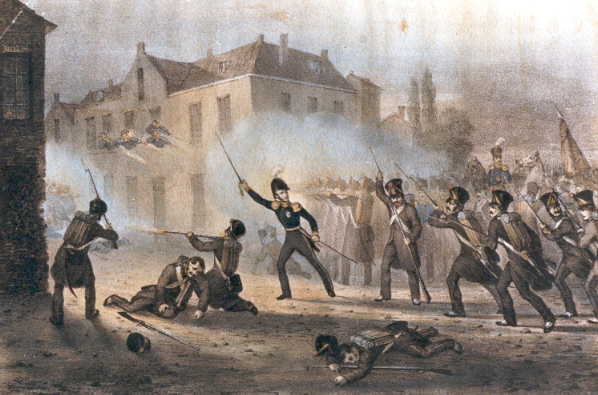
De prins van Oranje voert het 2e Bataljon der 18e Afdeling (2e divisie) aan tijdens de Slag bij Ravels in de Drie Goddelijke Deugden op 3 augustus 1831

Op 3 augustus maakten 11.000 man zich op de Ravelse heide klaar voor een aanval op Turnhout onder leiding van generaal Saksen-Weimar. De divisie van Van Geen deed voorkomen alsof het zou oprukken naar Antwerpen, maar zou via het westen de stad aanvallen. Generaal Charles Niellon, die met het Vrijwilligerskorps van het Scheldeleger in Turnhout gelegerd was, had met zijn brigade het knooppunt Turnhout willen verdedigen maar het Scheldeleger had hem opgedragen de stad op te geven en zich bij het Scheldeleger te voegen. De twee stukken Belgisch geschut van de achtergebleven militairen werden spoedig door de artillerie van de Nederlanders het zwijgen opgelegd. Slechts een enkele soldaat onder commando van luitenant Balfour bleef achter om nog een enkel schot te lossen. Veel wapens van de burgerwacht werden achtergelaten worden door transportproblemen.  
De eerste divisie nam de weg Turnhout/Antwerpen en stationeerde zich in Vosselaar, de tweede divisie bezette Turnhout; de derde divisie, onder generaal Meyer, legerde zich in de dorpen Arendonk en Retie.
Op 4 augustus voerde een deel van de eerste divisie vanuit Vosselaar een schijnaanval richting Antwerpen uit. In de buurt van Turnhout wachtten de Nederlandse soldaten van generaal Van Geen samen met de prins van Oranje en zijn broer Frederik op het bericht over de uitkomst van de strijd die de Belgen onder leiding van Niellon en de Nederlanders onder leiding van Saksen-Weimar voerden. Nadat de stad was ingenomen, trokken allen kort na de middag Turnhout eveneens binnen. De burgemeester was de enige van het bestuur die werd aangetroffen. De Vrijheidsboom die op het marktplein stond, voerde de Belgische vlag in top. Deze werd neergehaald en al spoedig wapperde de Nederlandse driekleur in de stad. De prins van Oranje beval echter de vlag binnen te halen, omdat er slechts sprake was om het geschonden recht te handhaven en dat het niet de bedoeling was Turnhout te bezetten. De soldaten echter, hongerig en dorstig, plunderden vele verlaten huizen.
De 2e divisie van Saksen-Weimar trok zuidwaarts richting Geel en Diest. Op verschillende plaatsen vond men kruit en wapens. De eerste divisie verliet Turnhout een dag later. De derde divisie onder luitenant-generaal Adriaan Frans Meijer marcheerde naar Limburg. Op vele plaatsen moest nog gevochten worden.
De Reserve-Divisie, die voornamelijk bestond uit Amsterdamse, Bossche, Friese en Noord-Hollandse schutterijen botste op 5 augustus op tirailleurs van het Maasleger. De schutterijen, die onder bevel stonden van generaal-majoor Knotzer, verzetten zich fel en konden het dorp Hechtel bezetten.
Voor de Nederlandse bevelhebbers was de situatie te velde ondertussen even onduidelijk als voor de Belgen. Na enkele dagen weten zij niet waar de andere eenheden zich bevinden en nog minder waar de vijand zich ophoudt. Verkenningseenheden moeten uitzoeken wat de situatie is. Gevechten zijn vooral schermutselingen tussen verkenningseenheden of met eenheden die de achterhoedes vormen.
In de loop van 5 augustus bereikte de tweede divisie de stad Diest, strategisch van grote betekenis voor het gescheiden houden van de twee Belgische legers. Tot verbazing van de Nederlandse troepen was de stad onverdedigd.
De derde divisie trekt van Mol naar Beringen. In Oostham stuit hun voorhoede van Leidse Jagers op Belgische infanteristen. Na afloop van dit gevecht slaan ze de weg naar Beringen in. 
's Morgens op 5 augustus krijgt generaal Daine het bevel om zijn Maasleger westelijk, richting het Scheldeleger, te verplaatsen. 's Middags krijgt hij een nieuw bevel om noordoostelijk op te rukken richting Venlo omdat er vermoed wordt dat het dit het doel van het Nederlands Leger is. Dat laatste bevel volgt hij op en hij laat zijn leger zijn tenten opslaan in Winterslag. Later krijgt de legerleiding in Brussel meer zicht op de situatie. Ze begrijpen dat het doel van de Nederlanders in de provincie Brabant is. 's Nachts krijgt Daine het bevel van de koning om richting Diest te trekken en bij Westerlo contact te maken met het Scheldeleger. Daine gaat die avond en nacht met het grootste deel van zijn Maasleger op weg richting Diest. Een deel van zijn leger trekt vanuit Winterslag meer noordelijk naar het westen om het Nederlands leger daar op te houden.
Ondertussen heeft de Nederlandse reservedivisie een dag achterstand bij de andere drie divisies. Om de divisies te bundelen om het Maasleger aan te vallen beslist het Nederlandse hoofdkwartier dat de reservedivisie naar Houthalen moet marcheren en dat de andere drie divisies op 6 augustus moeten wachten. In Houthalen, ten westen van Winterslag, stuitte de eerste brigade van de reservedivisie op een eenheid van het Maasleger die een aanval opent. De Slag bij Houthalen op 6 augustus is de eerste echte veldslag van de Tiendaagse Veldtocht. Twee Belgische bataljons van het Maasleger maken het de Nederlanders erg lastig. Gelderse schutters onder bevel van generaal-majoor Frederik Knotzer verzetten zich zo fel dat de aanval werd afgeslagen. De invallende duisternis maakt een einde aan de gevechten. De reservedivisie kwam in het vervolg van de veldtocht niet meer in actie.

Legerbewegingen 2-12 augustus 1831

Op 7 augustus kwamen de drie Nederlandse divisies weer in beweging om Hasselt te bezetten en het Maasleger uit te schakelen. In Kermt, botst de voorhoede van de derde divisie op het Maasleger dat langs de Demer optrekt richting Diest. Daar wordt de Slag bij Kermt uitgevochten, de bloedigste veldslag uit de Tiendaagse Veldtocht. Deze keer zijn de Belgen in de meerderheid. Het is de enige veldslag uit de campagne waarin de Belgen succes boekten.
Daine, wiens loyauteit achteraf in vraag zou worden gesteld, rukte op 8 augustus niet meer op naar Diest maar liet het dorp Kermt ontruimen en begon zich terug te trekken richting Tongeren en Luik. Ondertussen trok het Nederlandse leger om de stad Hasselt heen om die daarna binnen te vallen. Bij het dorp Kuringen stuitte de derde divisie op zeshonderd Belgische tirailleurs en zette de aanval in. Het tijdsverlies dat hierdoor ontstond gaf het Maasleger meer tijd om terug te trekken richting Tongeren. Generaal Daine liet Hasselt verdedigen door enkele eenheden om meer tijd te winnen voor de aftocht. De Nederlanders namen Hasselt snel in. De Nederlandse ruiterij wist het Maasleger richting Tongeren in te halen. Bij het gehucht Wimmertingen richtte het geschut een slachtpartij aan onder de Belgen die in blinde paniek wegvluchten. De Nederlandse troepen behaalden vlotjes de overwinning in deze Slag om Hasselt. Op 9 augustus kwam het Nederlandse opperbevel tot de conclusie dat het Maasleger van generaal Daine geen rol meer speelde en dat een aanval op het Maasleger geen zin meer had. Men besloot de volgende dag via Leuven op te rukken naar Brussel en onderweg het Scheldeleger uit te schakelen. Op 11 augustus werd de voorhoede van het Scheldeleger bij Boutersem verslagen maar de omsingeling van Leuven kon die dag niet voltooid worden. Op 12 augustus 1831 viel kroonprins Willem aan het hoofd van de Nederlandse troepen Leuven aan. Die hadden duidelijk de overmacht en bezetten strategische plaatsen rond Leuven. Door een verlies van de Slag bij Leuven leek het jonge koninkrijk verloren. 
De Nederlandse divisies maakten zich klaar om Leuven in te nemen maar die aanval kwam er niet. Al op 8 augustus had de Belgische regering besloten om bijstand te vragen van Franse troepen. Een dag later zette maarschalk Étienne Maurice Gérard zich met zijn ongeveer 70.000 soldaten sterk leger op weg. Op 10 augustus trekken zij de Belgische grens over. Op 12 augustus was dat Franse leger al genaderd tot Waver. De Fransen kwamen de Belgen ter hulp, omdat Pruisen zonder Russische dekking geen steun aan de Nederlanders wilde verlenen. De Russische tsaar kon geen hulp verlenen vanwege de Poolse opstand. Op 12 augustus overhandigde de Britse ambassadeur de Nederlandse kroonprins een brief waarin Engeland en Frankrijk het staken van de vijandigheden eisen. Zo niet, zouden beide landen de oorlog verklaren aan Nederland. De prins van Oranje wilde voorkomen dat er gevechten zouden plaatsvinden met de Fransen en op 12 augustus werd een wapenstilstand gesloten. Onderdeel van het akkoord was een symbolische bezetting van Leuven, gevolgd door terugtrekking. Het Belgische Scheldeleger trok zich op 13 augustus 1831 terug uit Leuven en de Nederlandse Derde Divisie werd er ingekwartierd. Op 14 augustus begon de terugtocht. De laatste Nederlandse regeringstroepen trokken zich op 20 augustus terug uit België maar behielden een voet in Antwerpen, Luxemburg en Maastricht.

## De gevolgen

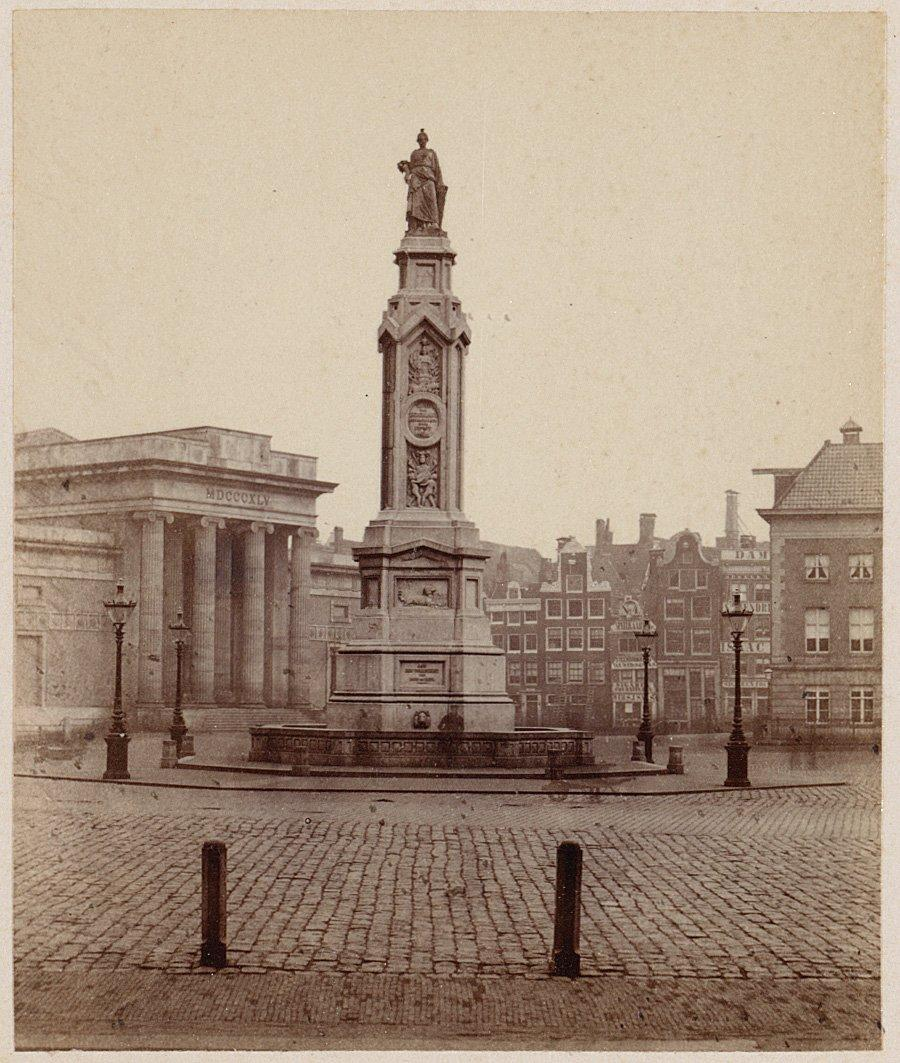
De Eendracht, monument te Amsterdam voor de Tiendaagse Veldtocht

Hoewel de Tiendaagse Veldtocht niet het beoogde doel bereikte, namelijk het herstellen van het Verenigd Koninkrijk der Nederlanden, kan gesteld worden dat Willem I met zijn aanval gunstige territoriale voorwaarden voor de scheiding bewerkstelligde. De internationale mogendheden concludeerden dat België kwetsbaar was als bufferstaat en drongen aan op gunstiger voorwaarden voor Nederland. Daartoe herzagen ze de XVIII Artikelen en kwamen ze op de proppen met de XXIV Artikelen, die het behoud van oostelijk Limburg en oostelijk Luxemburg bij Nederland behelsden. Indirect kan dus gesteld worden dat Nederlands-Limburg zijn status als Nederlands gebied aan de Tiendaagse Veldtocht te danken heeft. Ook kreeg België 16/31 deel van de staatsschuld en vervielen de Belgische claims op Zeeuws-Vlaanderen.
Voor een groot deel van de Noord-Nederlandse politieke opinie was dit een bevredigende oplossing. Koning Willem moest echter constateren dat zijn droom van een "perfect amalgaam" tussen Noord- en Zuid-Nederland de bodem was ingeslagen. Dit zou vanaf 1832 leiden tot de volhardingspolitiek die volgde uit de weigering om de Belgische omwenteling te accepteren. Het leger bleef in deze periode gemobiliseerd op oorlogssterkte, wat de al grote staatsschuld enorm deed toenemen. Een Pruisisch en een Nederlands garnizoen bleven de vestingen van respectievelijk Luxemburg en Maastricht bezetten, terwijl een Nederlands garnizoen tot 1832 de citadel van Antwerpen in handen zou houden. Dat laatste garnizoen, geleid door generaal Chassé, zou uiteindelijk door een tweede tussenkomst van Franse troepen onder bevel van maarschalk Gérard tot capitulatie worden gedwongen. Pas in 1839 zou Willem I zijn volhardingspolitiek opgeven en de XXIV Artikelen aanvaarden in het Verdrag van Londen. 

## Herinneringsmedaille

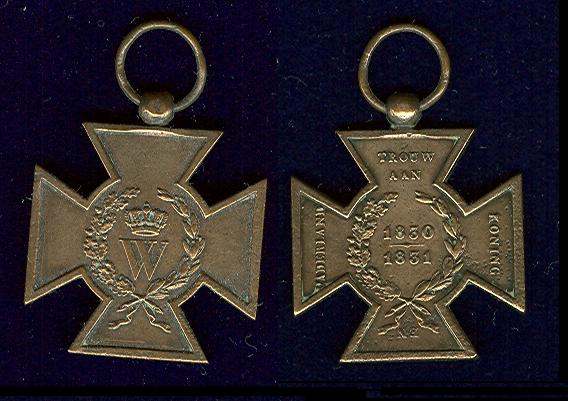
Deze onderscheiding kreeg Jan Goeverneur voor zijn bijdrage aan de Tiendaagse veldtocht. Hij droeg dit kruisje zijn leven lang. Particuliere verzameling, Groningen

Voor alle Nederlandse mannen die aan de veldtochten hadden meegedaan werd een herinneringsmedaille geslagen, het Metalen Kruis, gemaakt van het brons van vijf kanonnetjes die bij Hasselt waren buitgemaakt.

## Voetnoten
1. ↑  Johannes Jacobus Franciscus Wap en Pieter Gabriël van Ghert, Oorsprong, aart en gevolg van den opstand in België, (1830 en 1831): benevens een krijgsgeschiedkundig tafereel van den Tiendaagschen Veldtocht der Oud-Nederlanders ("van 2 tot 12 aug., 1831"), F.P. Sterk, 1833